# Charles Rutherford
Charles Rutherford (Chicago, 11 febbraio 1928) è un attore statunitense, principalmente attivo nel cinema italiano.

## Biografia
Giunto in Italia come studente di architettura a Firenze, viene notato dal regista Yves Allégret che gli propone il ruolo di un giovane americano nel film I miracoli non si ripetono del 1950 accanto ad Alida Valli.
Sempre nel 1950 viene scelto dal regista Duilio Coletti per il ruolo del nobile Leopoldo d'Asburgo nel film Romanzo d'amore con Danielle Darrieux e Rossano Brazzi.
Nel 1951 recita nella parte di uno straniero nella pellicola Fuoco nero di Silvio Siano.
Nel 1953 interpreta Marco nel film La carovana del peccato di Pino Mercanti con Franca Marzi.
Sempre nel 1953 è uno dei protagonisti del film Condannatelo! di Luigi Capuano nella parte di Gianni accanto a Milly Vitale ed Ave Ninchi.
Nel 1954 è protagonista del film Processo contro ignoti di Guido Brignone interpretando Michele Esposito.
Dopo aver recitato nel film Pellegrini d'amore di Andrea Forzano sempre del 1954 accanto ad una giovanissima Sophia Loren, deluso anche dallo scarso successo del film, decide di ritornare nel suo paese abbandonando la carriera cinematografica.

## Filmografia
- Romanzo d'amore, regia di Duilio Coletti (1950)
- Il caimano del Piave, regia di Giorgio Bianchi (1951)
- I miracoli non si ripetono (Les miracles n'ont lieu qu'une fois), regia di Yves Allégret (1951)
- Fuoco nero, regia di Silvio Siano (1951)
- Processo contro ignoti, regia di Guido Brignone (1952)
- Fanciulle di lusso, regia di Bernard Vorhaus (1953)
- La carovana del peccato, regia di Pino Mercanti (1953)
- Cuore di spia, regia di Renato Borraccetti (1953)
- Condannatelo!, regia di Luigi Capuano (1953)
- Pellegrini d'amore, regia di Andrea Forzano (1954)